# Ridvan Dibra
Ridvan Dibra (1959-) es un escritor albanés, nació en Shkodër, Albania, donde se graduó de la Universidad de Lengua y Literatura Albanesa. Dibra es una figura destacada en la literatura albanesa contemporánea y autor de varias obras innovadoras. Su novela, Legjenda e vetmisë (La leyenda de la soledad), ganó el Premio Rexhai Surroi a la mejor novela albanesa del año 2012.
Ridvan Dibra es considerado uno de los 5 mejores escritores albaneses vivos, junto con Ismail Kadare, Rexhep Qosja, Bashkim Shehu y Fatos Kongoli

## Obras
- Nudo (1995)
- Kurthet e dritës (1997)
- Triumfi i Gjergj Elez Alisë (1999)
- Stina e ujkut (2000)
- Të lirë dhe të burgosur (2001)
- Triumfi i dytë i Gjergj Elez Alisë (2003)
- Email (2003)
- Kumte dashurie (2004)
- Sesilja ose sexonix 2005
- Franc Kafka i shkruan të birit (2007)
- Stina e maceve (2006)
- Kanuni i Lekës së vogël (2011)
- Legjenda e vetmisë (2012)
- Gjumi mbi borë (2016)
- Treni i muzgut (2017)